# 食糧人類-Starving Anonymous-
『食糧人類-Starving Anonymous-』（しょくりょうじんるい スタービング・アノニマス）は、原案：水谷健吾、原作：蔵石ユウ、作画：イナベカズによる日本の漫画作品。『ヤングマガジン海賊版』（講談社）で、原案：水谷健吾、漫画：Kamaroによる『食糧人類』を連載。同サイトが『eヤングマガジン』（同）にリニューアル創刊となり、『eヤングマガジン』にて蔵石の原作、イナベの作画に変更し、『食糧人類-Starving Anonymous-』として2016年9月20日から2018年11月5日まで連載された。
『コミックDAYS』（同）にて続編となる『食糧人類Re: -Starving Re:velation-』（しょくりょうじんるいり -スタービング・リ・ベレーション-）が2021年4月8日より連載されている。2021年4月時点で累計発行部数は315万部を突破している。

## あらすじ

### 本編：食糧人類
地球温暖化が深刻化した現代日本。3月にも関わらず真夏のような装いを見せていた。
画家志望の男子高校生の伊江と友人のカズは帰宅中に誘拐される。目を覚ました伊江が目の当たりにしたものは丸々と肥え太った人間とそれを解体する職員だった。伊江は人間の飼育場で出会った山引、ナツネとともに異様な施設からの脱出を試る。

## 世界観・用語解説
異星の巨大生物（仮称） / 天人（あまひと）
ゆりかご施設内で絶対的な地位と権力を持ち、人間を食糧として提供させている巨大生物。成体はカマキリのような姿をしており、また成長過程も芋虫からサナギを経て羽化するなど昆虫そのもの。桐生曰く、かつて宇宙からやってきた地球外生命体であり、人類よりも高度に発展した科学技術を持つとされる。作中における地球温暖化は、海底から大量のメタンハイドレートを掘り起こしたため引き起こされているという。知能が高く人類の言葉を理解し僅かながらも話すことが出来、また繁殖力も非常に高い。しかし彼らにとって人類は食糧以外の何物でもなく、提供される人間のみならず、隙あらば施設の従業員や要人までも喰い殺してしまう。
かつては地球と似た環境の惑星でその高い知能によって高度な文明を築いていたが、知能の高さによるエネルギー消費が激しくわずかな時間でも食糧が断たれると共喰いを始めてしまうほどの飢餓状態になり、また生物として自制する事をしなかったために母星を食い尽くしてしまった。その後、自分達の種が存続するために宇宙に飛び立ち、その過程で地球を発見する。地球内の生態を調査する中、残虐性を持つチンパンジーを見つけ、彼らを「星の王」とすべく、自らの技術を用いてヒトに進化させた。人間社会の裏で暗躍していたが、最後はナツネと山引によってプリオン病を誘発させられ壊滅状態に追い込まれた。
続編『Re』では前作の騒動の生き残りが「プランB」として、力による支配ではなく人類自らが服従する世界にするため、人類の中枢から長い年月をかけて文化や価値観を変化させ、自身たちを「天人」として敬うよう人類を洗脳し、頂上捕食者として君臨している。そのため、人類のほとんどは彼らを「天人様」として崇拝の対象としている。前作と比べると人類に近い二足歩行の姿をしているが、大きく張り出した眼球や左右に開く口など頭部には前作の面影を残している。奇声を発するのみで言語が存在するかは不明。人類に対しては前作と同様に手当たり次第貪る行動を起こす上、空気を送り込み破裂させて弄ぶ等、より残虐な性格となっている。
クイーン
巨大生物たちの女王的存在。見た目はフジツボが無数に張り付いた球状の塊のような姿で、他の巨大生物のように言葉を発することは出来ないが、触手から人間を介することで自身の意思を代弁させることが出来る。巨大生物の中で最も知能が高く、全ての巨大生物はクイーンの産む卵から誕生するため、巨大生物たちの中心的役割を持っている。
本来はクイーン以外にも繁殖能力があるが、かつて種として増えすぎた末に母星を食い尽くしてしまった過去を反省し、繁殖能力を自身のみに抑える事で種としての繁栄をあえて抑制することで人類と共存しようとしていた。
ゆりかご
表向きは核廃棄物処理施設であるが、実際は巨大生物の主食となる人間を養殖する施設。施設内は国家機密扱いされており、従業員は一度雇われると基本的には施設の外へ出ることは出来ず、また機密に近づこうとする者や不満を漏らした者は容赦なく処分されるなど徹底した情報統制がとられている。施設内では巨大生物が絶対の存在であり、従業員であっても彼らによる犠牲者が後を絶たないため、作業は命懸けで行われている。
生殖種（せいしょくしゅ）
ゆりかごの地下一階のエリアに収容されている人間達。
男女それぞれが興奮剤や催淫剤などの薬物を投与することで24時間発情させられ、半永久的に子作りをさせられている。
また女の「生殖種」は媚薬の他にも排卵誘発剤を多用されている。
その効果は凄まじく一度に三つ子、四つ子は当たり前に出産し、優秀な「生殖種」だとひとりで何十人も産むこともある。
従業員の「茹で卵からヒヨコは孵らない」という言葉の通り、薬漬けとなった彼らを救う手立てはなく、最期は廃人となって廃棄されるという残酷な末路が待っている。
増殖種（ぞうしょくしゅ）
ゆりかごで研究されている人造人間。中枢神経が損傷しない限り、体のあらゆる部位が欠損しても再生する新人類でもある。
巨大生物たちの無限とも言える要求を打開すべく、ゆりかごの開発によって生み出された。本編の作中ではナツネが完全体として誕生している。
夕凪の会（ゆうなぎのかい）
桐生が率いるゆりかごの警備部隊。過去に施設からの逃亡未遂などトラブルを起こした者達で構成されている。全員が桐生による人体改造手術を施されており、その結果それぞれが醜悪な容貌をしている。桐生曰く「施設内では銃火器などの携帯が禁止されているがゆえの処置」ということらしいが、その方向性は桐生の嗜好によるところが大きい。桐生が死亡したことで構成員達も自由の身となり崩壊した。
大粛清（だいしゅくせい）
山崎さおりが脱走したことで巨大生物たちが施設側に課した「罰」。職員300人を幼生体の生き餌として差し出すというもので、これは職員総数の半分にものぼった。この大粛清によって当時の所長であった新太郎の父親の純一も死亡しており、新太郎が巨大生物駆逐を決意するきっかけとなった。
真の平和時代（しんのへいわじだい）
続編『Re』の世界観における重要用語であり、巨大生物に支配された世界の総称。作中の世界は天人がヒエラルキーの頂点として君臨し、人類は天人を崇拝し血肉を捧げることを最上の幸福としている。天人への人身供物が日常であることから人々は自身の死に一切の疑問を持たず、天人へ捧げるに足る肉体作りや能力向上を日々行っている。また人類の倫理観も天人中心に傾倒しているため、「“子どもが作れない”“病弱体質”等の理由で肉体作りができない者」や「違法者」は人々から容赦なく罵詈雑言を浴びせられ、挙句の果てには集団リンチによって嬲り殺しにされてしまうのを合法としている。
覚醒者（かくせいしゃ）
真の平和時代に違和感を持ち、その異常性に気づいた者の総称。
宮廷庁（きゅうていちょう）
天人に仕える政府の機関。自身の安全と引き換えにその他多くの人類を食糧として管理する役割を与えられていることから管理者（かんりしゃ）とも呼ばれる。前述の理由により、所属する人間である管理者の一族は真の平和時代による洗脳を受けていない。また、管理者の一族は「人類を管理する上で牙が必要」と考え、長い年月をかけて人体改造を施しているため、高度な格闘術と特殊能力（超能力）を持つ。しかし彼ら自身も天人に支配されているという構図は変わらず、天人に危害が加えられるといった不祥事が起これば天人から制裁という名の蹂躙を受けなければならない。
丙種（へいしゅ）、乙種（おつしゅ）、甲種（こうしゅ）
続編『Re』に登場する特殊能力を持った人間の末裔＝管理者の階級。丙種が最下位で、甲種が最上位となっている。
りんどう62高校（りんどうろくじゅうにこうこう）
続編『Re』の主要人物達の通学先の高校。
禊の日（みそぎのひ）
りんどう62高校で起こった爆破及び天人死亡事件による世間からの憎悪を沈静化させるべく宮廷庁から提案された案。24時間の間、全生徒の人権を停止し何をしようとも事件としては扱われないといった残酷なもので、これにより多くの生徒が住民から襲撃を受け命を落とした。
再教育プログラム
反社会勢力に所属する等で逮捕された者が収監される医療刑務所にて実施されている「治療」。収監者にVRゴーグルを装着し高度な合成技術で収監者の家族が天人に喰われる様を就寝以外の18時間強制的に見せるという残酷なもの。この映像により収監者の脳波にストレスが検知される、または目を瞑る等の逃避行動をとると電気ショックが流れる仕様となっており、また自殺防止として開口器が付けられ、胃瘻や排泄カテーテル等で無理矢理生かされる為、プログラムから逃げることはできない。脳波でストレスが検知されなくなった段階で治療完了となる。

## 登場人物

### 本編の主要人物
伊江（いえ）
本編の主人公。画家を目指しており、画力をはじめ自分が見たものを瞬時に記憶し、物や風景を描く瞬間記憶能力を持つ。
普段は内向的かつ気弱な性格でナツネや小倉に言われるがままであることがほとんどだが、その記憶力を活かし機転を利かせて迫り来る追跡者に立ち向かうなど勇敢な面もある。
ナツネ達によって巨大生物が壊滅したことでゆりかごから生還する。その後は高校へは復帰せずカズと共同生活を送っていたが、ゆりかごに残ったナツネの事を忘れることができず単身ゆりかご跡地へ向かい掘削作業を行う。意識朦朧状態の中、夢と現実の狭間でナツネと山引に再会する。巨大生物壊滅の真相を聞かされた後「一緒に帰ろう」と提案するも断られ、ナツネから再会の言葉と別れを告げられ日常生活へと戻っていった。
カズ
伊江の親友。本名は不明。祖父母が熱中症で亡くなったことがきっかけで気象学者を目指す。
伊江とバスに同乗した時、催眠ガスで眠らされ施設に連れ出される。施設で伊江と再会するも養殖用の薬液の影響で急激に肥満体型になり、また中毒性の高い薬液により人格も別人のようになってしまう。脱出しようとする伊江に連れて行かれる。
ナツネ達によって巨大生物が壊滅したことでゆりかごから生還する。接種した薬液が微量だった為か以前の状態に戻りつつあり、伊江と共に共同生活を送っている。
ナツネ
本編のキーマンの1人。人間飼育場の中で出会った黒髪の青年。後述の特殊な出生と経歴のため言葉によるコミュニケーション能力が低く、目的のためなら暴力を振るうことも辞さないなど乱暴な言動が目立つ。しかし壮絶な末路が待つ生殖種に対して哀れみを見せ、不器用ながらも伊江と交流しようとするなど人間として真っ当な感情を持っている。
実は、施設の医療部が巨大生物に対する食糧の安定供給のために開発していた増殖種の被験体である女性の子供であり、完全体の増殖種。そのため中枢神経を損傷しない限り体のあらゆる部位が欠損しても再生する能力を持ち、文字通り肉を切らせて骨を断つ戦法で戦う。また通常の人間に比べて成長速度も速く、実年齢は6歳。不完全体であった母親は死亡し、自身を生み出したゆりかごに対して復讐のために戦う。
施設から脱出しようとする伊江とカズ、小倉と別れて山引と同行するが、伊江達が夕凪の会に捕まった事を知ると駆けつけて助ける。その直後、停電が起き、和泉に呼び出される形で所長室に乗り込むが、和泉にショットガンで頭を吹き飛ばされ絶命する。しかし、山引がナツネの脳を体内に取り込んだことで背中から飛び出して復活を遂げた。巨大生物との決着をつけるべく山引に自らの体を齧らせ、数多くのクローンを作り上げ、クローン達と共にゆりかご内に留まり半永久的に喰われ続けることでプリオン病を誘発させ巨大生物を壊滅させた。その後は自身を助けに来た伊江と再会し「一緒に帰ろう」という誘いを断り再会の言葉を告げてどこかへ去っていった。
山引（やまびき）
本編のキーマンの1人。ナツネと同行している中性的な青年。あらゆる不思議な物が大好きな知的好奇心を持つ。また男女問わず性的欲求を覚えるバイセクシャルかつ貞操観念も低く、様々な場面で性的興奮を催す変人。しかしその見た目や言動による雰囲気から意図せずとも周囲の者を惹き込み味方にしてしまう謎の人間的魅力を持つ。
かつては桐生が教授を務める研究室の研究生で、その奇抜な発想によって遺伝子学において新発見を繰り返すなど天才的な才能を見せていた。しかし人間の遺伝子を利用して人造生物を作るなどの禁忌を犯したことや前述の人間性を危険視した桐生の罠によって事故に見せかけ致死量の放射線を浴びせられる。自身に種々雑多な生物の遺伝子を移植することで破壊された細胞を補っており、それを知った自身に傾倒していた桐生の一人娘・有希も後を追って放射線を浴びた結果、最終的には有希のみ小型猿と人間を融合したような姿にしてしまった。
巨大生物を根絶させる一手としてナツネのクローンを作り出し延々と喰わせることでプリオン病を誘発させる策をナツネに提案し実行に移す。ナツネの細胞を直接採り込むことで自身の体を媒介に大量のクローンを作り出すが、やがて体の全てがナツネのクローンへと分裂し消滅してしまった。その後はナツネたちを助けに来た伊江と再会し、巨大生物壊滅の真相を伊江に語った後、ナツネと共にどこかへ去っていった。
小倉 年雄（おぐら としお）
施設の天井裏に隠れている男性。浮浪者と思わせる容貌をしている。伊江たちからは「オグっちゃん」と呼ばれている。
元はゆりかごの機密を暴くために職員として潜入したルポライターであったが、巨大生物に人間たちが平然と捕食されていく異常な光景を見たことでその場から逃げ出し、以降は脱出することもできずに天井裏に潜伏していた。施設からの脱出は叶わず天井裏を拠点として長年に渡り潜伏を続けているが、それゆえに施設内の機密情報や構造などを知り尽くしている。しかしあまりにも孤独な時間を過ごしたことで性格はやや歪んでおり、絵で描いた女性を裕子と呼び、あたかも存在するかのように接する。
ナツネ達によって巨大生物が壊滅したことで伊江、カズと共にゆりかごから生還する。その後はゆりかご内での出来事を書籍で出版しベストセラー作家となった。

### 施設の職員
和泉 新太郎（いずみ しんたろう）
ゆりかごの所長を務める青年。人間を食糧として提供することを受け入れつつ、それ以上の犠牲を望んでいない温情的な性格。
巨大生物に食糧として人間を提供しなければならない施設の所長としてそのことを必要な犠牲と受け入れつつも、部下や一般従業員が無暗に犠牲になることは望んでおらず、従業員に対しても毅然かつ公正な態度で接するなど所長としての責任感を持ち合わせている。施設内の治安を乱す伊江たちを捕らえるため夕凪の会を招集するなどさまざまな策を弄するが、それらの姿勢は全て仮の姿であり本心では施設内の巨大生物を駆逐すべく虎視眈々と機会を伺っていた。
巨大生物を施設地下へと閉じ込め食糧を断つことで共喰いさせ自滅による根絶を計画する。新太郎の計画通り事は進むがあと一歩のところでクイーンに操られた花島に妨害され、自身も包丁で滅多刺しにされ死亡した。
花島
ゆりかごの副所長。和泉同様、人間を食糧として提供することを受け入れつつ、それ以上の犠牲を望んでいない温情的な性格をしており、和泉の思考に賛同している。
巨大生物の一体がナツネに殺されたことによる粛清として一般従業員達から犠牲を出さなければならない事態となった際は大粒の涙を流しながら一般従業員たちに発表した。一方で夕凪の会や桐生に対してはあまりにも非人道的な組織であることから毛嫌いしている。
新太郎による巨大生物を根絶させる計画の最中にクイーンの触手による侵食を受け新太郎を殺害し、施設の扉を開け飢餓状態の巨大生物達を地上へと開放してしまう。その後はクイーンの代弁者として操られ、巨大生物たちの正体と目的を語った。
上原（うえはら）
施設の一般職員。売れない漫画家の生活に限界が来たため、施設のスカウトに応じて働き始めた。
山崎（やまざき）
上原と同じ職員だが、施設での生活に不満を大声で言ったのが上層部の耳に入り、不要と判断されて巨大生物の食糧にされてしまう。
和泉 純一（いずみ じゅんいち)
新太郎の父親でゆりかごの前所長。本編開始時にはすでに故人。
かつてはエリートサラリーマンだったがなんらかの理由で失職し離婚（恐らくゆりかごへの出向を拒否したことによる）。幼かった新太郎とついには路上生活にまで追い込まれ断腸の思いでゆりかごで働くことを決意、新太郎と共にゆりかごの施設内へと移り住む。やがて所長となり施設の点検による停電を利用して新太郎を脱出させようとするが、脱出の間際に新太郎が山崎さおりを逃してしまったことで「大粛清」が行われてしまう。その際に粛清の対象として選ばれた新太郎の身代わりとなり、巨大生物に捕食され死亡した。
山本（やまもと）
通称「ヤマちゃん」。巨大生物の生餌とされてしまう。

### 夕凪の会の関係者
桐生 龍三（きりゅう りゅうぞう）
夕凪の会の会長。施設内で逃亡などのトラブルを起こした者を構成員に引き込み、自ら人体改造を行うマッドサイエンティスト。人道主義者を自称し、施設内では銃火器の所持が禁止されているからこそ人体改造による肉体の強化の正当性を主張する。
過去には大学の教授を務め遺伝子学の研究をしており、山引とはそこの研究生という関係であった。山引の数々の発見を自身の成果として発表することで名声を得ていたが、やがて自身の手に余るようになり事故に見せかけて殺害を試みる。しかし山引の奇抜な発想によって生き延びてしまい、また自身の策略とはいえ山引に傾倒していた娘の夕希も結果的に原猿の遺伝子を取り込み、ほぼ小型猿の姿になってしまったことで圧倒的な敗北感を味わわされ、その後ゆりかごの施設に拾われる形で研究者となった。
脱出しようとした伊江たちを捕え改造手術を行おうとするも直前にナツネたちによって阻止される。さらに自身のコンプレックスであった山引との再会で小心者としての本性をさらけ出し、構成員達にも罵声を浴びせたことで逆上した構成員達によって文字通り八つ裂きにされて死亡するという自業自得な末路を迎えた。

### 本編におけるその他の人物
桐生 有希（きりゅう ゆうき）
桐生の娘。研究室の研究生だった。
ごく普通の女性だが、桐生が山引を抱き込もうとする策に組み込まれる形で山引に出会い、やがて彼に心酔してしまう。しかしその人間性を危険視した桐生によって山引が大量の放射線を浴びた際には彼の後を追うように自身も放射線を浴び、それを治療しようと他の生物の遺伝子を移植した結果、小型猿の遺伝子が優位に出たことでメガネザルのような姿になってしまった。
山崎 さおり（やまざき さおり）
ナツネの母親。若く心優しい女性だが、正体はゆりかごで研究されていた「増殖種」の被験者。
若年であった和泉新太郎を懐柔し、牢を開けさせ施設を脱走。街中の団地に潜伏していた。その後、息子のナツネに深い愛情を注ぎながら育てていたが、被験体として投与されていた薬が適合せず、やがて副作用によって体の細胞が異常増殖を起こし醜悪な肉塊の姿となってしまった。それでも息子への愛情から命がけでナツネを逃がした。
元職員達の3人
元AV女優の「生殖種」を輪姦した罪から独房に入れられていたが脱走中の伊江、カズ、小倉等を見つけて「自分達をここから出さなければ大声を出す」と脅し、脱出を共にしようとするが「夕凪の会」に殺される。
新野 めぐみ（しんの めぐみ）
本編では名前だけ登場した「生殖種」の女性。
元AV女優でゆりかごの職員達に輪姦される。その後は不明。
また、本編で唯一名前が登場した「生殖種」でもある。
西島（にしじま）
浪人生。薬液を作る工場でアルバイトをしていたが、自分が作った製品が何に使われるのかという事に興味を持つ。
大津と共に「ゆりかご」に赴いた際に薬液を貪るように飲む人たちを「ゆりかご」内部の肥育室にて覗いてしまい、口封じのため大津に薬液を飲まされてしまう。その後は不明。
大津（おおつ）
西島の働く工場の社員。競馬が趣味。
山引の母
今の山引の性格の元凶とも言える存在。「生殖を終えたオスに価値はない」と言って夫を家から追い出した挙句、息子である山引に性的虐待をしていた。

### 続編『Re』の主要人物
天沢 大輝（あまざわ ひろき）
続編『Re』の主人公。「真の平和時代」に違和感を抱くようになった覚醒者の男子。幼馴染の柚から「ヒロ」と呼ばれている。
ある日、天人を崇拝し喰われて死ぬことを何とも思わない世間に違和感を抱き、そのことを教師に相談したことで覚醒者と勘づかれてしまう。その同時期に好意を抱いていた柚が「出荷」の対象となり、彼女を助けたい一心で万智音の協力者となり、天人と宮廷庁を相手に奔走する。「禊の日」に蓮沼とともに体を切断されるが、帆秋から分裂した山引に細胞を与えられ増殖種となる。
蓮沼 柚（はすぬま ゆず）
続編『Re』のヒロイン。序盤にて「出荷」に選ばれた女子。
当初は世間と同様に天人を崇拝し、自身が出荷されることに一切の疑問を持っていなかったが、天沢から「好きな人が死ぬのは嫌だ」という告白を受け、自身の状況を客観視したことで死への恐怖を抱き始める。天人が視察に訪れた際にその醜悪な姿を目にし、喰われかけたところを天沢に救われる。その後は自身も覚醒者となり、万智音の協力者となった。天沢同様、「禊の日」に体を両断されるも山引の手により増殖種となって蘇る。
帆秋 二三麿（ほあき ふみまろ）
続編『Re』のキーマンの1人。心身ともに不気味な雰囲気を漂わせており、破天荒な言動を見せる。また、顔に深い傷跡を負っており、それを隠すために包帯を巻いている。その風貌からかなり浮いた存在である。「真の平和時代」の真実を知っている覚醒者であり、失伝した火薬の技術を習得している。万智音とは利害の一致で手を組んでいるが、彼との意見の食い違いにより一触即発になることもある。
幼少期は病弱体質で両親に認められようと努力するが身体能力は向上せず、最終的に見捨てられ山奥へ捨てられてしまう。その事から精神を破綻してしまい、今ある世界を崩壊させようと現在のような性格となった。
続編『Re』における新世代の増殖種。前作のナツネと同様、体をどれほど欠損しても絶命せず再生させる能力を持つ。かつて捨てられた山奥の洞穴でベニクラゲの姿となっていたナツネと山引に出会い、彼らと融合すると同時に世界に関する知識と増殖種としての能力を受け継いだ。りんどう高校での「禊の日」では、拳銃を使用し市民を圧倒。また、自身の切られた体を利用し、相手を殺害するなど大胆な戦法も行う。桐山によって切断された下半身から、上記にある通りナツネと山引を召喚。そこに関しては彼自身も詳しくはわかっていない。
不気味な風貌とは裏腹に徐々に山引を思わせるような性格となって行く。
榊 万智音（さかき まちね）
続編『Re』のキーマンの1人。帆秋同様、「真の平和時代」の真実を知っている覚醒者。正体は宮廷庁の管理者家系の出身で、辻の元弟子でもある。格闘術に加え、腕に突き刺した針金を発射させたり、指先からワイヤー状の繊維を出すことができる。
かつては宮廷庁の乙種の管理者を務めていたが、辻の策略に嵌められ宮延庁から追放されて以来、自身の復讐を兼ねて「真の平和時代」の破壊を目論んでいる。帆秋とは利害の一致で手を組んでいるが、彼との意見の食い違いにより一触即発になることもある。元乙種管理者かつ辻に師事していたことから戦闘能力は高いが、直情的で単調な動きになりやすく管理者同士の戦闘では遅れをとる事も多い。
ナツネ
前作にも登場した増殖種の青年。自身の持つ細胞を無限に増殖させる能力と山引の持つベニクラゲのDNAによってベニクラゲへと姿を変え数百年もの間、山奥の洞穴で漂っていた。そこへ両親から捨てられた帆秋と出会い、彼と融合し自身の増殖種としての能力を分け与えた。わずかな時間であれば帆秋から分裂、増殖し現世へ出てくる事が可能で桐山たちと戦う万智音たちに力を貸した。
山引
前作にも登場する中性的な青年。前作でナツネと融合し自身の持つベニクラゲのDNAとナツネの増殖種としての能力によってベニクラゲへと姿を変え数百年もの間、山奥の洞穴で漂っていた。ナツネと同様、わずかな時間であれば現世へ復活する事ができ、桐山たちに致命傷を受けていた天沢と蓮沼に自身の細胞を与えて再生させた。

### 宮廷庁の関係者
辻（つじ）
宮廷庁の管理者を務める壮年の男性。万智音の元師匠兼宿敵にあたる人物。くないによる攻撃を含む武術の他、驚異的な聴力と視力をもつ。また、極細の針を首裏の神経に打ち込み相手の行動を操ることが可能。
覚醒者となった万智音を宮廷庁へ告発し追放した張本人。普段は軽薄な人物を装っているが、いざとなれば部下をいとも簡単に見捨て、自身の手を使わずに部下を操って戦わせるなど、冷酷非道な本性を見せる。
かつては警察における総監の地位にいた人物。一方で息子の博史が反社会勢力（現在の世界に疑問を抱く者たち）の一人であり、天人に献上されるはずだった子供を匿っていたことが宮廷庁に露見したことで息子共々逮捕され、自身は「再教育プログラム」を受け一時廃人のようになってしまい、また息子の博史も醜悪な姿にされた事から現体制の根本からの転覆を目指すようになった。
桐山（きりやま）
宮廷庁の生産管理課に所属する甲種の管理者の男性。万智音以上の格闘術をもち、時には切られた傷を電気によって直しその電撃で攻撃するという狡猾さも併せ持つ。また、右腕に埋め込んだ刃物による斬撃を得意としている。桜に想いを寄せている。
「禊の日」の混乱に乗じて増殖種を捕らえようとりんどう62高校へ潜入する。そこで帆秋を捕獲した後に万智音たちと戦闘し彼らを圧倒するが、さらに乱入してきた辻から桜を守る形で体を両断され死亡する。
桜 みく（さくら - ）
宮廷庁の生産管理課に所属する甲種の管理者の女性。りんどう高校にて天人3体と（小型天人1体）が殺害されたことにより管理者が集められる事態となり、激怒した上級と見られる天人により夫が目の前で殺される。（その場では他の管理者も死亡）万智音以上の格闘術に加え、爪を伸ばすことによる斬撃や、酸を分泌させ対象を腐食させる能力を持つ。
榊 千翔世（さかき ちとせ）
万智音の父親であり、現在の警察総監。かつては辻と同じく警察組織の一課に所属していた。辻の息子が天人に献上する子どもを匿っていた事を住民の通報により知り、辻親子を逮捕した。万智音の事は、反社会思想を持ったことから縁を切っている。

### 続編『Re』におけるその他の人物
2年C組の先生
りんどう62高校に赴任する教師の1人で、続編『Re』の主要人物達が属するクラスの担任を務める女性。覚醒者となった天沢を上司に密告していた。「禊の日」の際、天沢を他の教師と共に殺害しようとするも、直前で現れた桜みくと桐山の二人によって殺害される。
天沢の父
世間と同様に天人を崇拝しており、「肉体作りができない者」を含む最底辺の人間への集団リンチに一切の疑問を持っていない。
天沢の母
世間と同様に天人を崇拝しており、生んだ我が子を「出荷」のために育てて提供することに一切の疑問を持っていない。夫（天沢の父）より年上で、既に高齢者となっているが、排卵誘発剤による妊娠を繰り返している。
柊木（ひいらぎ）
りんどう62高校の生徒会長を務める男子。天人の狂信者でもあり、それに歯向かう者には容赦せずに攻撃するほどの苛烈さを見せる。天人関連の不祥事が起きた時は自死を決行したが、本校に出向いていた桐山と桜に止められた。
校長
りんどう62高校の校長を務める高齢者の男性。世間と同様に天人を崇拝しており、本校の生徒を「出荷」に出すことを使命にしている。天人の視察（訪問）の際、自らの願望として天人に食べられようとしたが、それを一蹴された挙句に踏み殺された。
安田（やすだ）
帆秋の小学校時代のクラスメイト。帆秋をライバル視していたが、肉質は帆秋同様貧弱であり、クラスメイトからはいじめ同然の扱いを受けていた。同じ境遇である帆秋とは唯一の話し相手であったが、最終的には親に四肢を折られた上で捨てられ、帆秋の目の前で衰弱死する。
辻 博史（つじ ひろふみ）
管理者である辻の1人息子。管理者の家系であった事から世界の真実を知っており、密かに反社会グループに所属していた。やがて天人に献上されるはずの子どもを家に匿うが警察に露見し子どもは無惨に殺され、親子共々逮捕される。その後は２年もの間、「増殖種復活プロジェクト」の被験体にされたことで4足歩行の歪で醜悪な姿となってしまった。
橘（たちばな）
警察組織の人間であり、榊の部下。手の内側に仕込んだ刃を用いる他、拳銃の弾丸を見切って弾く程の反応速度を有する。かつて辻親子を逮捕した内の1人。その際は、捕獲のために警察犬も利用していた。
藤原（ふじわら）
警察組織の人間であり、榊の部下。鋭利なワイヤーを  用いた攻撃を得意とする。かつて辻親子を逮捕した内の1人。

## 書誌情報
- 水谷健吾（原案） ・ 蔵石ユウ（原作） ・ イナベカズ（作画） 『食糧人類-Starving Anonymous-』 講談社〈ヤングマガジンコミックス〉、全7巻
  1. 2016年9月20日発売[5]、ISBN 978-4-06-382855-9
  2. 2017年3月17日発売[6]、ISBN 978-4-06-382941-9
  3. 2017年6月20日発売[7]、ISBN 978-4-06-382985-3
  4. 2017年11月20日発売[8]、ISBN 978-4-06-510305-0
  5. 2018年4月20日発売[9]、ISBN 978-4-06-511264-9
  6. 2018年9月20日発売[10]、ISBN 978-4-06-512702-5
  7. 2019年2月20日発売[11]、ISBN 978-4-06-512702-5
- 水谷健吾（原案） ・ 蔵石ユウ（原作） ・ イナベカズ（作画） 『食糧人類Re: -Starving Re:velation-』 講談社〈モーニングKC〉、全7巻
  1. 2021年9月8日発売[12]、ISBN 978-4-06-524869-0
  2. 2022年1月12日発売[13]、ISBN 978-4-06-526537-6
  3. 2022年4月13日発売[14]、ISBN 978-4-06-527396-8
  4. 2022年9月14日発売[15]、ISBN 978-4-06-529220-4
  5. 2023年2月8日発売[16]、ISBN 978-4-06-530635-2
  6. 2023年4月12日発売[17]、ISBN 978-4-06-531335-0
  7. 2023年7月12日発売[18]、ISBN 978-4-06-532413-4